# 翹翹板機制
在理論物理中，翹翹板機制是一種運用於微中子質量、微中子振盪以及大統一理論的機制。
此機制可以解釋為何微中子的質量相較夸克和輕子會如此地小。
對於這套機制存在許多不同的版本，如第一類翹翹板機制、第二類翹翹板機制等。
在最簡單的第一類版本中，標準模型需要多加額外兩個或更多的右旋微中子。

而當中牽涉到的極大質量尺度可以是大統一理論所需的能量尺度。

## 第一類翹翹板機制
這個模型包含質量極小的微中子以及目前還未發現的惰性微中子。
目前有實驗可能探測到惰性微中子的訊號。

翹翹板機制背後的數學是由下面的 2×2 矩陣所描述：
{\displaystyle A={\begin{pmatrix}0&M\\M&B\end{pmatrix}}{\text{,}}}
其中 {\displaystyle B} 比 {\displaystyle M} 要大上許多。其本徵值為：
{\displaystyle \lambda _{\pm }={\frac {B\pm {\sqrt {B^{2}+4M^{2}}}}{2}}{\text{.}}}
較大的本徵值約略等於 {\displaystyle B}，較小的則約等於 
{\displaystyle \lambda _{-}\approx -{\frac {M^{2}}{B}}.}。
因此，{\displaystyle M} 是兩本徵值 {\displaystyle B} 和 {\displaystyle \lambda _{-}} 的幾何平均數。
換句話說，其行列式 {\displaystyle \lambda _{+}\lambda _{-}=M^{2}}。
當其中一個本徵值數值「上升」時，另一個本徵值數值會「下降」，反之亦然。這是為何這套模型會稱作「翹翹板」。
這個機制被用來解釋為何微中子的質量是如此地小。

## 參閱
- 旋量

## 外部連結
- Seesaw Mechanism details （页面存档备份，存于）